# 黑森-達姆施塔特的格奧爾格 (1780-1856)
黑森-達姆施塔特的格奧爾格（德語：Georg von Hessen-Darmstadt，1780年8月31日—1856年4月17日），黑森大公路德維希一世的次子，母親是黑森-達姆施塔特的路易絲。

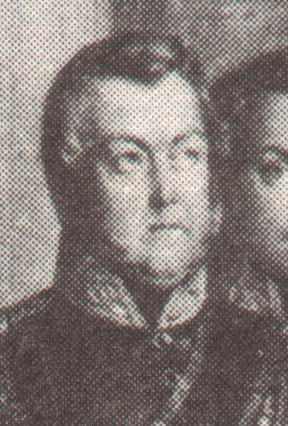

1804年，格奧爾格與卡羅琳·德·森德羅（Karoline de Szendrő）結婚，兩人的獨女路易絲·夏洛特（Luise Charlotte）於同年出生。